# Franz Joachim Beich
Pour les articles homonymes, voir Beich.

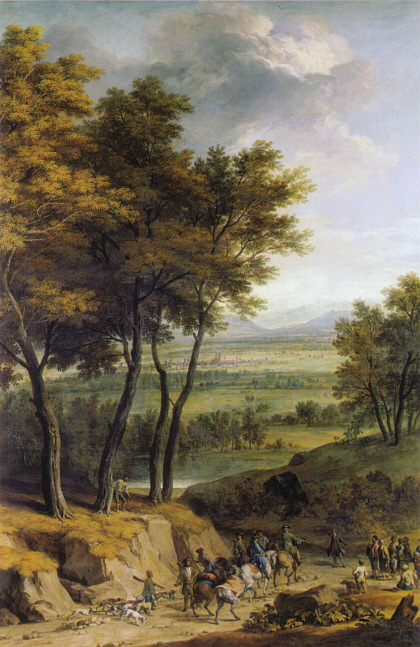
Paysage avec vue sur Munich, avec une partie de chasse rentrant chez elle, maintenant dans les collections de peinture de l'État bavarois.

Franz Joachim Beich, baptisé le 15 octobre 1665 à Ravensbourg (dans l'actuel Bade-Wurtemberg) et mort le 16 octobre 1748 à Munich, est un peintre et aquafortiste allemand.

## Biographie
Franz Joachim Beich naît en 1665 à Ravensbourg. Il est baptisé le 15 octobre 1665 même dans cette ville, dans l'église Notre-Dame. Il est le fils de Daniel Beich et de sa femme Barbara, née Helmling. Franz Joachim Beich est probablement l'élève de son père, installé comme peintre à Munich vers 1670.
Il peint de préférence des paysages. Il excelle dans ce genre et dans la peinture de batailles. Ses meilleures œuvres se trouvent dans les palais de l'électeur de Bavière, à l'emploi duquel il travaille pendant plusieurs années; parmi celles-ci figurent plusieurs grands tableaux des batailles menées en Hongrie par l'électeur Maximilien Emmanuel.
Avec la permission de son mécène, il visite l'Italie et réalise de nombreux dessins à partir des belles vues de ce pays. Ses paysages sont très agréables et il semble avoir imité, dans la disposition de ses tableaux, le style de bon goût de Gaspar Poussin. Selon le Bénézit, il s'inspire dans ce genre de la manière de Claude Lorrain, Dughet, Salvator Rosa.
Il meurt le 16 octobre 1748 à Munich.

## Son portrait
La galerie de Munich possède son portrait par Des Marées - « peint en 1744, alors qu'il était âgé de 78 ans ».

## Œuvres

### Peinture
La galerie de Vienne a deux paysages de lui et la galerie de Munich en a quatre.
Pour la Bürgersaalkirche de Munich, il a peint douze paysages représentant les lieux de pèlerinage de Bavière.
- Une tempête, musée de Douai[3].
- Paysage, musée de Bordeaux[3].
- Paysage du matin, vue sur la mer, P. Munich[3].
- Paysage du soir, montagnes au loin, P. Munich[3].
- Paysage, montagnes, musée de Stuttgart[3].
- Paysage rocheux, musée de Stuttgart[3].
- Paysage avec troupe à cheval, musée de Vienne[3].
- Paysage montagneux avec cataracte, musée de Vienne[3].

### Gravure
En tant que graveur, il a apporté plusieurs eaux-fortes charmantes dans les portefeuilles des collectionneurs. Nous avons de lui quatre ensembles de paysages, avec des personnages et des bâtiments (représentant ensemble vingt-six planches), gravés avec beaucoup d'esprit et de facilité.
Il a gravé à l'eau-forte une trentaine de pièces, parmi lesquelles on remarque huit Vues prises en Bavière, huit Vues prises dans le Tyrol, des Paysages montagneux (suite de six pièces), etc.
- Paysage avec un chasseur, un couple et trois chèvres, estampe[8].
- Paysage avec deux pêcheurs au bord d'un ruisseau et d'une cascade, estampe[9].

## Critique de Gustav Friedrich Waagen
On ne peut pas le considérer comme un simple imitateur de Gaspard Poussin; il puise comme lui ses inspirations directement dans la nature. Ses compositions sont d'un style élevé, riche de détails, la lumière y est distribuée avec art, l'exécution en est soignée, et si quelques-uns de ses tableaux pèchent par cette lourdeur du coloris, qui était l'un des défauts de l'époque, d'autres en revanche se distinguent par un ton chaud et transparent. Tels sont les trois paysages du musée de Munich, n° 138, 162 et 171; ses défauts éclatent dans deux autres, d'ailleurs très remarquables, du musée de Vienne. Il grave avec succès une série d'eaux-fortes dans le style de ses tableaux.